# Circuito Brasileiro de Voleibol de Praia Feminino de 2013–14
O Circuito Brasileiro de Voleibol de Praia de 2013-14 , também chamado de Circuito Banco do Brasil de Vôlei de Praia, foi a vigésima segunda edição da principal competição nacional de Vôlei de Praia na variante feminina, iniciado em 29 de agosto de 2013.

## Resultados

### Circuito Open
| Evento                                                              | Ouro                                   | Prata                                  | Bronze                                 | Quarto lugar                           |
| 1ª Etapa Recife, Pernambuco 30 de agosto a 1 de setembro de 2013.   | /Taiana Lima Talita Antunes            | / Liliane Maestrini Rebecca Cavalcante | / Juliana Silva Maria Elisa Antonelli  | / Bárbara Seixas Ágatha Bednarczuk     |
| 2ª Etapa Vitória, Espírito Santo 20 a 22 de setembro de 2013.       | / Liliane Maestrini Rebecca Cavalcante | / Juliana Silva Maria Elisa Antonelli  | / Bárbara Seixas Ágatha Bednarczuk     | /Taiana Lima Talita Antunes            |
| 3ª Etapa Rio de Janeiro, Rio de Janeiro 18 a 20 de outubro de 2013. | Maria Clara Carolina Solberg           | /Taiana Lima Talita Antunes            | / Bárbara Seixas Ágatha Bednarczuk     | / Liliane Maestrini Rebecca Cavalcante |
| 4ª Etapa Guarujá, São Paulo 15 a 17 de novembro de 2013.            | / Bárbara Seixas Ágatha Bednarczuk     | / Juliana Silva Maria Elisa Antonelli  | / Liliane Maestrini Rebecca Cavalcante | / Elize Maia Fernanda Berti            |
| 5ª Etapa São José, Santa Catarina 6 a 8 de dezembro de 2013.        | / Juliana Silva Maria Elisa Antonelli  | / Bárbara Seixas Ágatha Bednarczuk     | /Taiana Lima Talita Antunes            | /Val Ângela Lavalle                    |
| 6ª Etapa São Luís, Maranhão 17 a 19 de janeiro de 2014.             | / Bárbara Seixas Ágatha Bednarczuk     | / Juliana Silva Maria Elisa Antonelli  | /Val Ângela Lavalle                    | /Taiana Lima Talita Antunes            |
| 7ª Etapa Natal, Rio Grande do Norte 7 a 9 de fevereiro de 2014.     | /Taiana Lima Talita Antunes            | / Juliana Silva Maria Elisa Antonelli  | / Bárbara Seixas Ágatha Bednarczuk     | Maria Clara Carolina Solberg           |
| 8ª Etapa João Pessoa, Paraíba 21 a 23 de fevereiro de 2014.         | / Bárbara Seixas Ágatha Bednarczuk     | Maria Clara Carolina Solberg           | / Juliana Silva Maria Elisa Antonelli  | /Josimari Alves Vivian Cunha           |
| 9ª Etapa Maceió, Alagoas 21 a 23 de março de 2014.                  | / Juliana Silva Maria Elisa Antonelli  | / Bárbara Seixas Ágatha Bednarczuk     | /Taiana Lima Talita Antunes            | /Josimari Alves Vivian Cunha           |

## Ranking final
| Posição           | Equipe                                | Pontuação |
| ----------------- | ------------------------------------- | --------- |
| Medalha de ouro   | / Bárbara Seixas Ágatha Bednarczuk    | 1580      |
| Medalha de prata  | / Juliana Silva Maria Elisa Antonelli | 1560      |
| Medalha de bronze | /Taiana Lima Talita Antunes           | 1420      |
| 4                 | /Val Ângela Lavalle                   | 1140      |
| 5                 |                                       |           |
| 6                 |                                       |           |
| 7                 |                                       |           |
| 8                 |                                       |           |
| 9                 |                                       |           |
| 10                |                                       |           |
| 11                |                                       |           |
| 12                |                                       |           |
| 13                |                                       |           |

### Premiações individuais
Os destaques da temporada foram:
| MVP                   | Talita Antunes        | Alagoas        |
| Revelação             | Duda Lisboa           | Rio de Janeiro |
| Melhor Ataque         | Talita Antunes        | Alagoas        |
| Melhor Bloqueio       | Juliana Silva         | Ceará          |
| Melhor Saque          | Maria Elisa Antonelli | Pernambuco     |
| Melhor Recepção/Passe | Bárbara Seixas        | Rio de Janeiro |
| Melhor Defesa         | Taiana Lima           | Ceará          |
| Melhor Levantadora    | Ágatha Bednarczuk     | Paraná         |